# Carly Hibberd
Carly Hibberd (Brisbane, 11 mei 1985 – Lurato Caccivio, 6 juli 2011) was een Australisch wielrenster. Ze behaalde in haar carrière geen enkele professionele overwinning.
Hibberd kwam op 6 juli 2011 om het leven toen ze tijdens een trainingsrit in Lurate Caccivio, in de buurt van Milaan, werd geschept door een auto.

## Ploegen
- 2009-S.C. Michela Fanini Record Mix
- 2010-S.C. Michela Fanini Record Mix